# Austrogonium abyssale
Austrogonium abyssale là một loài chân đều trong họ Paramunnidae. Loài này được Menzies & George miêu tả khoa học năm 1972.